# B'z The Best XXV 1988-1998
『B'z The Best XXV 1988-1998』（ビーズ・ザ・ベスト・トゥエンティ・ファイブ・ナインティーン・エイティ・エイト・ナインティーン・ナインティ・エイト）は、日本のロックユニット、B'zのベスト・アルバム。2013年6月12日に『B'z The Best XXV 1999-2012』と2作同時発売された。

## 概要
デビュー25周年を記念してリリースされたベスト・アルバム。厳密にはシングルコレクションであり、公式では「オールシングル・ベストアルバム」と紹介されている。本作は25周年にちなみ、1stシングル『だからその手を離して』から25thシングル『HOME』までのシングル25作品のA面曲全曲に、新曲「HEAT」「核心」を加えた合計28曲で、これまでのベスト・アルバムと異なり、楽曲の原盤権の問題で未収録となっていた初期のシングル曲も全て収録されている。新曲2曲を除く既存の曲はリマスタリング収録されている。初回限定盤には、CDに収録された全シングル曲と「HEAT」のミュージック・ビデオ（未発表ライブ映像含む）を収録した特典DVDが付属している。そのため、B'z Official YouTube Channelでは、全ミュージック・ビデオの一部の公開が行われている。また、ブックレットには、佐伯明、竹内美保、青木優が書き下ろしたライナーノーツが付属しており、佐伯がB'zおよびアルバムの概要、竹内がアルバム収録曲、青木がミュージック・ビデオのライナーをそれぞれ担当している。
特典として、開局55周年を迎えるテレビ朝日が同年冬にオープンする新ホール「EX THEATER ROPPONGI」のこけら落としとして、2013年11月30日に開催される『B'z Special LIVE at EX THEATER ROPPONGI』の応募抽選カードが封入される。本ライブは、『B'z The Best XXV 1999-2012』との同時購入者の中から抽選で850組1700名が招待される（詳細は『脚注』のリンク先を参照）。

## プロモーション
2013年6月3日から、Yahoo! JAPANで「B'z 25周年記念特集」の公開を開始。タモリやラリー・カールトンなどの著名人からのメッセージ等が掲載されている。
2013年6月8日、ベスト・アルバムの発売を記念して、ニコニコ生放送およびB'z Official YouTube ChannelでB'zの特別番組「B'z 25th Anniversary DIGEST 1988-2013」が配信された。内容は、B'zのデビューからの25年間を貴重映像で振り返ると言うもの。6月9日にニコニコ生放送では再放送され、B'z Official YouTube Channelでは現在も視聴が可能である。
2013年6月14日、テレビ朝日系の音楽番組『ミュージックステーション』に出演し、B'zスペシャルとして放送された。
番組のオフィシャルサイトで「B'zリクエストランキング」と題してB'zに歌ってほしい曲の募集を行い、その結果に基づき新曲「Q&A」、「裸足の女神」、「LOVE PHANTOM」、「ultra soul」の計4曲が披露された。
2013年6月16日、B'z Official YouTube Channelにて「B'z 25th Anniversary YouTube Special Program」の配信を開始した。
音楽評論家の伊藤政則を司会に、B'zとのスペシャルトークを展開した。
また、B'zのGoogle+（期間限定開設）、Facebook、Twitterにてファンから質問を募集し、その質問にB'zが答えるコーナーもあった（アカウントは『外部リンク』を参照）。放送終了後も2013年6月19日に再配信され、現在も視聴が可能である。

## 記録
オリコンチャートでは初登場1位を獲得。『B'z The Best XXV 1999-2012』が初登場2位を獲得したため、2013年6月24日付週間ランキング1・2位を独占した。B'zの1・2位独占は、シングル・アルバムを通じて初となった。デビューから24年9ヶ月での1・2位独占は、2012年5月28日付でMr.Childrenが『Mr.Children 2005-2010
<macro>』（1位）、『Mr.Children 2001-2005<micro>』（2位）で記録した当時の20年1ヶ月を4年8ヶ月更新するキャリア最長記録となった。
また、自身の持つアルバム歴代1位記録の「首位獲得数」「総売上枚数」記録もそれぞれ更新し、アルバム首位獲得数は通算26作目（歴代2位は、松任谷由実の23作）、総売上枚数は4566.9万枚（歴代2位は、松任谷由実の3057.2万枚）となった。
2013年7月1日付週間ランキングでも1位、『B'z The Best XXV 1999-2012』が2位を獲得したため、2週連続で1・2位を独占した。B'zにとってアルバムの2週連続首位は、1998年9月28日付〜10月12日付で3週連続首位を記録した『B'z The Best "Treasure"』（1998年9月発売）以来14年8ヶ月ぶりとなった。シングルも通じると、『GOLD』で2週連続首位を記録して以来、11年10ヶ月ぶりとなる。

## 収録曲
| 全作詞: 稲葉浩志、全作曲: 松本孝弘。 |                                                 |           |            |                    |      |
| #                                    | タイトル                                        | 作詞      | 作曲・編曲 | 編曲               | 時間 |
| 1.                                   | 「だからその手を離して」                        | 稲葉浩志  | 松本孝弘   | 明石昌夫           | 3:49 |
| 2.                                   | 「君の中で踊りたい」                            | 稲葉浩志  | 松本孝弘   | 松本孝弘・明石昌夫 | 3:45 |
| 3.                                   | 「LADY-GO-ROUND」                               | 稲葉浩志  | 松本孝弘   | 松本孝弘・明石昌夫 | 4:22 |
| 4.                                   | 「BE THERE」                                    | 稲葉浩志  | 松本孝弘   | 松本孝弘・明石昌夫 | 4:13 |
| 5.                                   | 「太陽のKomachi Angel」                         | 稲葉浩志  | 松本孝弘   | 松本孝弘・明石昌夫 | 4:11 |
| 6.                                   | 「Easy Come, Easy Go!」                         | 稲葉浩志  | 松本孝弘   | 松本孝弘・明石昌夫 | 4:40 |
| 7.                                   | 「愛しい人よGood Night...」                     | 稲葉浩志  | 松本孝弘   | 松本孝弘・明石昌夫 | 6:14 |
| 8.                                   | 「LADY NAVIGATION」                             | 稲葉浩志  | 松本孝弘   | 松本孝弘・明石昌夫 | 4:21 |
| 9.                                   | 「ALONE」                                       | 稲葉浩志  | 松本孝弘   | 松本孝弘・明石昌夫 | 6:00 |
| 10.                                  | 「BLOWIN'」                                     | 稲葉浩志  | 松本孝弘   | 松本孝弘・明石昌夫 | 3:56 |
| 11.                                  | 「ZERO」                                        | 稲葉浩志  | 松本孝弘   | 松本孝弘・明石昌夫 | 4:51 |
| 12.                                  | 「愛のままにわがままに 僕は君だけを傷つけない」 | 稲葉浩志  | 松本孝弘   | 松本孝弘・明石昌夫 | 3:56 |
| 13.                                  | 「裸足の女神」                                  | 稲葉浩志  | 松本孝弘   | 松本孝弘・明石昌夫 | 4:24 |
| 14.                                  | 「Don't Leave Me」                              | 稲葉浩志  | 松本孝弘   | 松本孝弘・明石昌夫 | 4:23 |
| 合計時間:                            | 合計時間:                                       | 合計時間: | 63:05      |                    |      |

| 全作詞: 稲葉浩志、全作曲: 松本孝弘。 |                                      |           |            |                                        |      |
| #                                    | タイトル                             | 作詞      | 作曲・編曲 | 編曲                                   | 時間 |
| 1.                                   | 「MOTEL」                            | 稲葉浩志  | 松本孝弘   | 松本孝弘・明石昌夫                     | 4:22 |
| 2.                                   | 「ねがい」                           | 稲葉浩志  | 松本孝弘   | 松本孝弘・稲葉浩志                     | 3:28 |
| 3.                                   | 「love me, I love you」              | 稲葉浩志  | 松本孝弘   | 松本孝弘・池田大介                     | 3:20 |
| 4.                                   | 「LOVE PHANTOM」                     | 稲葉浩志  | 松本孝弘   | 松本孝弘・池田大介                     | 4:39 |
| 5.                                   | 「ミエナイチカラ 〜INVISIBLE ONE〜」 | 稲葉浩志  | 松本孝弘   | 松本孝弘・稲葉浩志・池田大介           | 4:41 |
| 6.                                   | 「MOVE」                             | 稲葉浩志  | 松本孝弘   | 松本孝弘・稲葉浩志                     | 3:46 |
| 7.                                   | 「Real Thing Shakes」                | 稲葉浩志  | 松本孝弘   | 松本孝弘・稲葉浩志                     | 4:15 |
| 8.                                   | 「FIREBALL」                         | 稲葉浩志  | 松本孝弘   | 松本孝弘・稲葉浩志                     | 4:14 |
| 9.                                   | 「Calling」                          | 稲葉浩志  | 松本孝弘   | 松本孝弘・稲葉浩志・徳永暁人・池田大介 | 5:56 |
| 10.                                  | 「Liar! Liar!」                      | 稲葉浩志  | 松本孝弘   | 松本孝弘・稲葉浩志・徳永暁人           | 3:23 |
| 11.                                  | 「さまよえる蒼い弾丸」               | 稲葉浩志  | 松本孝弘   | 松本孝弘・稲葉浩志                     | 4:06 |
| 12.                                  | 「HOME」                             | 稲葉浩志  | 松本孝弘   | 松本孝弘・稲葉浩志                     | 4:14 |
| 13.                                  | 「HEAT」                             | 稲葉浩志  | 松本孝弘   |                                        | 4:07 |
| 14.                                  | 「核心」                             | 稲葉浩志  | 松本孝弘   |                                        | 3:43 |
| 合計時間:                            | 合計時間:                            | 合計時間: | 58:14      |                                        |      |

| #   | タイトル                                        | 作詞 | 作曲・編曲 |
| --- | ----------------------------------------------- | ---- | ---------- |
| 1.  | 「だからその手を離して」                        |      |            |
| 2.  | 「君の中で踊りたい」                            |      |            |
| 3.  | 「LADY-GO-ROUND」                               |      |            |
| 4.  | 「BE THERE」                                    |      |            |
| 5.  | 「太陽のKomachi Angel」                         |      |            |
| 6.  | 「Easy Come, Easy Go!」                         |      |            |
| 7.  | 「愛しい人よGood Night...」                     |      |            |
| 8.  | 「LADY NAVIGATION」                             |      |            |
| 9.  | 「ALONE」                                       |      |            |
| 10. | 「BLOWIN'」                                     |      |            |
| 11. | 「ZERO」                                        |      |            |
| 12. | 「愛のままにわがままに 僕は君だけを傷つけない」 |      |            |
| 13. | 「裸足の女神」                                  |      |            |
| 14. | 「Don't Leave Me」                              |      |            |
| 15. | 「MOTEL」                                       |      |            |
| 16. | 「ねがい」                                      |      |            |
| 17. | 「love me, I love you」                         |      |            |
| 18. | 「LOVE PHANTOM」                                |      |            |
| 19. | 「ミエナイチカラ 〜INVISIBLE ONE〜」            |      |            |
| 20. | 「MOVE」                                        |      |            |
| 21. | 「Real Thing Shakes」                           |      |            |
| 22. | 「FIREBALL」                                    |      |            |
| 23. | 「Calling」                                     |      |            |
| 24. | 「Liar! Liar!」                                 |      |            |
| 25. | 「さまよえる蒼い弾丸」                          |      |            |
| 26. | 「HOME」                                        |      |            |
| 27. | 「HEAT」                                        |      |            |

## 楽曲解説

### CD

#### DISC 1
1. だからその手を離して
  - 1stシングル。ベスト・アルバム初収録。
2. 君の中で踊りたい
  - 2ndシングル。ベスト・アルバム初収録。
3. LADY-GO-ROUND
  - 3rdシングル。ベスト・アルバム初収録。
4. BE THERE
  - 4thシングル。
5. 太陽のKomachi Angel
  - 5thシングル。
6. Easy Come, Easy Go!
  - 6thシングル。
7. 愛しい人よGood Night...
  - 7thシングル。
8. LADY NAVIGATION
  - 8thシングル。
9. ALONE
  - 9thシングル。
10. BLOWIN'
  - 10thシングル。
11. ZERO
  - 11thシングル。
12. 愛のままにわがままに 僕は君だけを傷つけない
  - 12thシングル。
13. 裸足の女神
  - 13thシングル。
14. Don't Leave Me
  - 14thシングル。

#### DISC 2
1. MOTEL
  - 15thシングル。
2. ねがい
  - 16thシングル。
3. love me, I love you
  - 17thシングル。
4. LOVE PHANTOM
  - 18thシングル。
5. ミエナイチカラ 〜INVISIBLE ONE〜
  - 19thシングル『ミエナイチカラ 〜INVISIBLE ONE〜／MOVE』1st beat。
6. MOVE
  - 19thシングル『ミエナイチカラ 〜INVISIBLE ONE〜／MOVE』2nd beat。
7. Real Thing Shakes
  - 20thシングル。
8. FIREBALL
  - 21stシングル。
9. Calling
  - 22ndシングル。
10. Liar! Liar!
  - 23rdシングル。
11. さまよえる蒼い弾丸
  - 24thシングル。
12. HOME
  - 25thシングル。
13. HEAT
  - 新曲。2012年にキム・ヒョンジュンに提供した楽曲のセルフカバー[20]。
  - 2012年に行われた『B'z PREMIUM LIVE』、『B'z LIVE-GYM 2012 -Into Free- EXTRA』で先行披露された。
  - 本アルバムをひっさげての『B'z LIVE-GYM Pleasure 2013 -ENDLESS SUMMER-』ツアーでは、新曲の4曲の中で唯一演奏されなかったが、2年後の『B'z LIVE-GYM 2015 -EPIC NIGHT-』や2018年に行われた『B'z PARTY Presents B'z Pleasure in Hawaii』、2020年に行われた無観客配信ライブ『B'z SHOWCASE 2020 -5 ERAS 8820-』のDay5にて演奏された[21][22]。
14. 核心
  - 新曲。2013年放送の日本テレビ系水曜ドラマ『雲の階段』のために書き下ろされた楽曲[23]。楽曲は2012年11月頃に制作が開始された。
  - メンバーは事前に台本に目を通して楽曲の制作に取り掛かった。作詞を担当した稲葉は、原作の小説も読んだという[24][23]。また、ドラマサイドからは「劇中のクライマックスでかけたいので、インパクトのあるイントロで始まる、あえてバラードではなく登場人物が心の中に抱える葛藤を表現したエッジの効いた曲」というリクエストもあり、それに応えた形となっている[24][23]。
  - ショートPVが作られているが、本特典DVDには未収録。
  - 『B'z LIVE-GYM Pleasure 2013 -ENDLESS SUMMER-』では、主に「ユートピア」と日替わりで演奏された。

### DVD（2CD+DVD版のみ）
- 一部の曲ではMVが制作されていないため、リリース直近のライブ映像をMVとして代用している。
- 「Easy Come, Easy Go!」のMVとしてメディアでよく使用されている映像は、厳密には「Easy Come, Easy Go! -RISKY STYLE-」という別バージョンのMVのため、本作ではライブ映像がMVとして用いられている。
- 「ミエナイチカラ 〜INVISIBLE ONE〜」のMVは今回初めて蔵出しされたもの。元々発表する予定で制作されたものの、「コンセプトが不明瞭」ということでお蔵入りとなっていた。本作のリリースに伴い、現存する映像を元に編集されている。
- 「核心」のMVは制作されているが、CD収録曲の中では唯一収録されていない。

| #  | 曲名                                        | 内容        | 備考 |
| -- | ------------------------------------------- | ----------- | --- |
| 1  | だからその手を離して                        | MUSIC VIDEO | |
| 2  | 君の中で踊りたい                            | MUSIC VIDEO | |
| 3  | LADY-GO-ROUND                               | MUSIC VIDEO | |
| 4  | BE THERE                                    | MUSIC VIDEO | |
| 5  | 太陽のKomachi Angel                         | MUSIC VIDEO | 『B'z LIVE-GYM "Pleasure '91"』でのライブ映像。 ライブ映像作品『JUST ANOTHER LIFE』収録テイク。                                   |
| 6  | Easy Come, Easy Go!                         | MUSIC VIDEO | 『B'z LIVE-GYM "Pleasure '91"』でのライブ映像。 ライブ映像作品『JUST ANOTHER LIFE』収録テイク。                                   |
| 7  | 愛しい人よGood Night...                     | MUSIC VIDEO | 『B'z LIVE-GYM'90〜'91 "RISKY"』でのライブ映像。 映像作品『FILM RISKY』収録テイクを再編集した映像。                               |
| 8  | LADY NAVIGATION                             | MUSIC VIDEO | |
| 9  | ALONE                                       | MUSIC VIDEO | 『B'z LIVE-GYM '91〜'92 "IN THE LIFE"』でのライブ映像。 未発表ライブ映像。                                                        |
| 10 | BLOWIN'                                     | MUSIC VIDEO | 『B'z LIVE-GYM Pleasure '92 "TIME"』でのライブ映像。 未発表ライブ映像。                                                           |
| 11 | ZERO                                        | MUSIC VIDEO | |
| 12 | 愛のままにわがままに 僕は君だけを傷つけない | MUSIC VIDEO | 『B'z LIVE-GYM '93 "RUN"』でのライブ映像。 ライブ映像作品『B'z LIVE-GYM Hidden Pleasure 〜Typhoon No.20〜』収録テイク。           |
| 13 | 裸足の女神                                  | MUSIC VIDEO | 『B'z LIVE-GYM Pleasure '93 "JAP THE RIPPER"』でのライブ映像。 ライブ映像作品『LIVE RIPPER』収録テイク。                          |
| 14 | Don't Leave Me                              | MUSIC VIDEO | |
| 15 | MOTEL                                       | MUSIC VIDEO | 1回目のサビから2番となっている。最後のサビの出だしの所で終わる。                                                                  |
| 16 | ねがい                                      | MUSIC VIDEO | |
| 17 | love me, I love you                         | MUSIC VIDEO | |
| 18 | LOVE PHANTOM                                | MUSIC VIDEO | |
| 19 | ミエナイチカラ 〜INVISIBLE ONE〜            | MUSIC VIDEO | 1コーラスのみ収録。 |
| 20 | MOVE                                        | MUSIC VIDEO | 『B'z LIVE-GYM '96 "Spirit LOOSE"』でのライブ映像。 未発表ライブ映像。                                                            |
| 21 | Real Thing Shakes                           | MUSIC VIDEO | |
| 22 | FIREBALL                                    | MUSIC VIDEO | |
| 23 | Calling                                     | MUSIC VIDEO | |
| 24 | Liar! Liar!                                 | MUSIC VIDEO | |
| 25 | さまよえる蒼い弾丸                          | MUSIC VIDEO | 『B'z LIVE-GYM '98 "SURVIVE"』でのライブ映像。 ライブ映像作品『B'z LIVE-GYM Hidden Pleasure 〜Typhoon No.20〜』収録テイク。       |
| 26 | HOME                                        | MUSIC VIDEO | |
| 27 | HEAT                                        | MUSIC VIDEO | 『B'z LIVE-GYM 2012 -Into Free- EXTRA』千秋楽の大阪公演にてMV撮影が敢行された。 CDとアレンジが異なり、アウトロが2回繰り返される。 |

## タイアップ
- 日本テレビ系水曜ドラマ『雲の階段』主題歌(DISC2 #14)

## 参加ミュージシャン
- 松本孝弘：ギター・全曲作曲・編曲・ベース
- 稲葉浩志：ボーカル・全曲作詞・編曲
- 明石昌夫：編曲・ベース・マニピュレーター
- 池田大介：編曲・マニピュレーター
- 徳永暁人（doa）：編曲・ベース
- トニー・フランクリン：ベース
- 中村“キタロー”幸司：ベース
- 青山純：ドラム
- 田中一光：ドラム
- 山木秀夫：ドラム
- そうる透：ドラム
- 江口信夫：ドラム
- グレッグ・ビソネット：ドラム
- 小野塚晃（DIMENSION）：キーボード・ピアノ・シンセサイザー
- 増田隆宣：キーボード・ハモンドオルガン・オルガン
- 勝田一樹（DIEMNSION）：サックス
- 澤野博敬：トランペット
- 野村裕幸：トロンボーン
- 生沢佑一：コーラス
- 大黒摩季：コーラス
- MARCY（EARTHSHAKER）：コーラス
- 高嶋りん：コーラス
- 鈴木康志：コーラス
- 妹尾隆一郎：ブルースハープ
- B+U+M
  - 野村昌之：レコーディングエンジニア
  - 寺島良一：ボイスディレクション
  - 畠山勝紀：ギターテクニシャン

## 特典DVD参加ミュージシャン
- 松本孝弘：ギター
- 稲葉浩志：ボーカル
- 明石昌夫：ベース・マニピュレーター・コーラス
- 徳永暁人：ベース・コーラス
- バリー・スパークス：ベース
- 田中一光：ドラム
- デニー・フォンバインザー：ドラム
- 黒瀬蛙一：ドラム
- シェーン・ガラース：ドラム
- 大賀好修：ギター
- 増田隆宣：キーボード
- 広本葉子：キーボード
- 大島康祐：キーボード
- 中村ゆう子：コーラス
- 高原裕枝：コーラス
- 沢野博敬：トランペット
- 沢田英博：トランペット
- 野村裕幸：トランペット
- 吉田順兵衛：サックス

## ライブ映像作品
シングル曲については各作品の項目を参照
HEAT
- EPIC DAY（特典DVD）
- B'z LIVE-GYM 2015 -EPIC NIGHT-
- B'z SHOWCASE 2020 -5 ERAS 8820- Day1〜5

核心
- B'z LIVE-GYM Pleasure 2013 ENDLESS SUMMER -XXV BEST-